# ひがみ部屋〜人気俳優・女優の素顔丸裸SP〜
『ひがみ部屋〜人気俳優・女優の素顔丸裸SP〜』（ひがみべや〜にんきはいゆう・じょゆうのすがおまるはだかスペシャル〜）は、TBS系列で、放送されたバラエティ番組・特別番組である。通称『ひがみ部屋』。
7月にスタートする、TBS連続ドラマ出演者を招いて、ひがみトークを炸裂させる番組。

## 出演者

### 司会
- 山里亮太（南海キャンディーズ）
- 大久保佳代子（オアシズ）

### 進行
- 田中みな実（TBSアナウンサー）

### ゲスト
- 佐藤二朗（日曜劇場「サマーレスキュー〜天空の診療所〜」出演）
- 小池徹平（パナソニック ドラマシアター「浪花少年探偵団」出演）
- 香椎由宇（ドラマNEO「走馬灯株式会社」出演）
- 青山倫子、岡本あずさ（木曜ドラマ9「ビギナーズ!」出演）
- 千葉雄大、鈴木亮平（金曜ドラマ「黒の女教師」出演）

## ネット局
| 放送対象地域 | 放送局           | 系列    | 放送日時                   | 遅れ日数 |
| ------------ | ---------------- | ------- | -------------------------- | -------- |
| 関東広域圏   | TBSテレビ（TBS） | TBS系列 | 2012年7月9日 24:10 - 25:15 | 制作局   |

## スタッフ
- 制作協力：TBSビジョン
- 制作プロデューサー：山田亜樹
- プロデューサー：渡辺好明、鴨下潔、浅野容子
- 演出：山口伸一郎
- ディレクター：長井貴仁、井上大輔
- 編成担当：岸田大輔
- 製作著作：TBS